# Trockizm w Polsce
Historia i działalność ruchu trockistowskiego w Polsce

## II Rzeczpospolita
Po piątym kongresie III Międzynarodówki i śmierci Lenina, w odróżnieniu od wielu innych partii komunistycznych znacznie bardziej uległych wpływom Stalina, Zinowiewa i Kamieniewa, jak chociażby Komunistyczna Partia Niemiec, CPGB, czy CPUSA, pod przywództwem „trzech W” (Adolf Warski, Maria „Wera Kostrzewa” Koszutska i Maksymilian „Henryk Walecki” Horwitz), KPRP aż do 1929 stała po stronie Trockiego i lewicowej opozycji. Świadczy o tym chociażby list wysłany 23 grudnia 1923 r. przez KC KPRP do KW Międzynarodówki Komunistycznej, w którym jeden z punktów dotyczył sytuacji w RKP(b), w którym oświadczono, iż 

Dla naszej partii, dla całej Międzynarodówki i dla całego rewolucyjnego światowego proletariatu imię towarzysza Trockiego jest nierozerwalnie związane ze zwycięską Rewolucją Październikową, z Armią Czerwoną, z komunizmem i rewolucją światową.

W okresie międzywojennym istniało następnie kilka grup trockistowskich. Największą z nich była „Opozycja KPP” wchodząca w skład Komunistycznej Partii Polski.
W 1927 r. Polska Frakcja Trockistów napisała odezwę przeciwko stalinowskim represjom, „Słowo o Wewnętrznych Wrogach Komunizmu”, w którym zadali pytanie o to, co dzieje się w Rosji z Henrykiem Stein-Domskim i innymi polskimi rewolucjonistami. W 1931 r. została założona w KPP frakcja trockistowska, rok później wydalona z partii, co doprowadziło do powstania grupy Opozycja KPP. Ugrupowanie ukształtowało się w 1932 głównie wśród byłych działaczy Bundu, negowali oni teorie socjalfaszyzmu i dążyli do wspólnego frontu wobec masowych organizacji robotniczych. Następnie, w 1934 r. grupa ta zmieniła nazwę na Związek Komunistów-Internacjonalistów Polski i podjęła próbę budowania IV Międzynarodówki w Polsce, działając jedynie do 1935. W 1936 roku organizacja została odbudowana pod nazwą Bolszewicy-Leniniści, przetrwała do początków 1939. Innymi członkami KPP, którzy udało im się przegrupować po konflikcie z kierownictwem partii, byli ci, którzy opuścili partię i przyłączyli się do Anarchistycznej Federacji Polski, założonej w 1926 r.
W 1933 w Warszawie zorganizowano cztery spotkania agitacyjne, w których udział wzięło kilkaset osób. Na Pradze istniały dwie komórki trockistowskie. Warszawskie struktury „Opozycji KPP” liczyły wówczas 300 działaczy; dla porównaniu KPP liczyła 1000 osób. W tym okresie z ruchem trockistowskim sympatyzowała część działaczy ZNMS „Spartakus” w tym Krzysztof Kamil Baczyński i Konstanty Jeleński. 8 maja 1935 10 warszawskich działaczy zostało skazanych na wyrok 5 lat więzienia za udział w organizacji trockistowskiej. 6 lutego 1939 warszawska policja zorganizowała kolejną akcję przeciwko trockistom, zatrzymano około 70 działaczy Bolszewików-Leninistów. Wielu działaczy trockistowskich znalazło się na listach osób przeznaczonych do aresztowania w warunkach wojennych. Po kampanii wrześniowej w warszawskim getcie trockiści w warunkach podziemnych zaczęli wydawać dwa pisma: „Czerwony Sztandar” i „Przegląd Marksistowski”. Na terenach zajętych przez Związek Radziecki niemalże wszyscy działacze organizacji trockistowskich zostali aresztowani.

## Polska Rzeczpospolita Ludowa
W 1957 z radzieckiego łagru do Polski wrócił Ludwik Hass. Angażował się w klubie dyskusyjnym przy Komitecie Warszawskim PZPR, Klubie Życie i Klubie Krzywego Koła. „Grupa Hassa” liczyła zaledwie kilkanaście osób; mimo to była zwalczana przez władze. Działacze zostali aresztowani w 1965 za pomoc w kolportażu listu otwartego autorstwa Jacka Kuronia i Karola Modzelewskiego. Proces odbił się szerokim echem w Europie, ruch trockistowski organizował petycje i pikiety w obronie aresztowanych. Sam Hass został skazany na 3 lata więzienia, co położyło kres jego grupie.
Koncepcje ukształtowane przez Trockiego stały się inspirujące dla krytyków "realnego socjalizmu" w Polsce m.in. Jacka Kuronia, Karola Modzelewskiego.
W 1971 r. we Francji, grupa emigrantów z 1968, założyła ugrupowanie pod nazwą Rewolucyjna Liga Robotnicza Polski. Liga publikowała pismo „Walka Klas”. Po Sierpniu 1980 znalazła grupę zwolenników na Górnym Śląsku. Organizacja zaprzestała działalności w kraju na skutek rozłamu w 1983. W latach 1985–1986 działało Porozumienie Opozycji Robotniczej. POR utrzymywało kontakty ze Zjednoczonym Sekretariatem IV Międzynarodówki, który finansował pismo „Front Robotniczy”. W maju 1986 przez byłych członków POR została założona Robotnicza Partia Rzeczypospolitej Samorządnej. RPRS aspirowała do roli sekcji IV Międzynarodówki. Organem partii było pismo „Zryw”.

## Współcześnie
Obecnie w Polsce funkcjonują trzy organizacje o profilu trockistowskim: Alternatywa Socjalistyczna, związana z Komitetem na rzecz Międzynarodówki Robotniczej (CWI), Pracownicza Demokracja, powiązana z Międzynarodową Tendencją Socjalistyczną (IST) i Czerwony Front, jako Polska sekcja Rewolucyjnej Międzynarodówki Komunistycznej. Działający w latach 90. i na początku XXI wieku Nurt Lewicy Rewolucyjnej praktycznie zaprzestał działalności, jedynie okazjonalnie publikując w Internecie swoje pismo „Dalej!”.
Historycznym przywódcą ruchu trockistowskiego w Polsce był prof. Ludwik Hass, więzień gułagu i historyk masonerii. Innym słynnym działaczem był Kazimierz Badowski, będący jednym z głównych „kontaktów” IV Międzynarodówki w PRL.
W XXI w. działaczami i publicystami trockistowskimi są: działacz łódzkiej Solidarności i autor koncepcji o tzw. strajku czynnym wymierzonym we władzę gospodarczą PZPR Zbigniew Marcin Kowalewski i Dariusz Zalega, oraz wiele innych osób skupionych wokół Polskiej Partii Pracy.